# Eyþór Ingi Gunnlaugsson

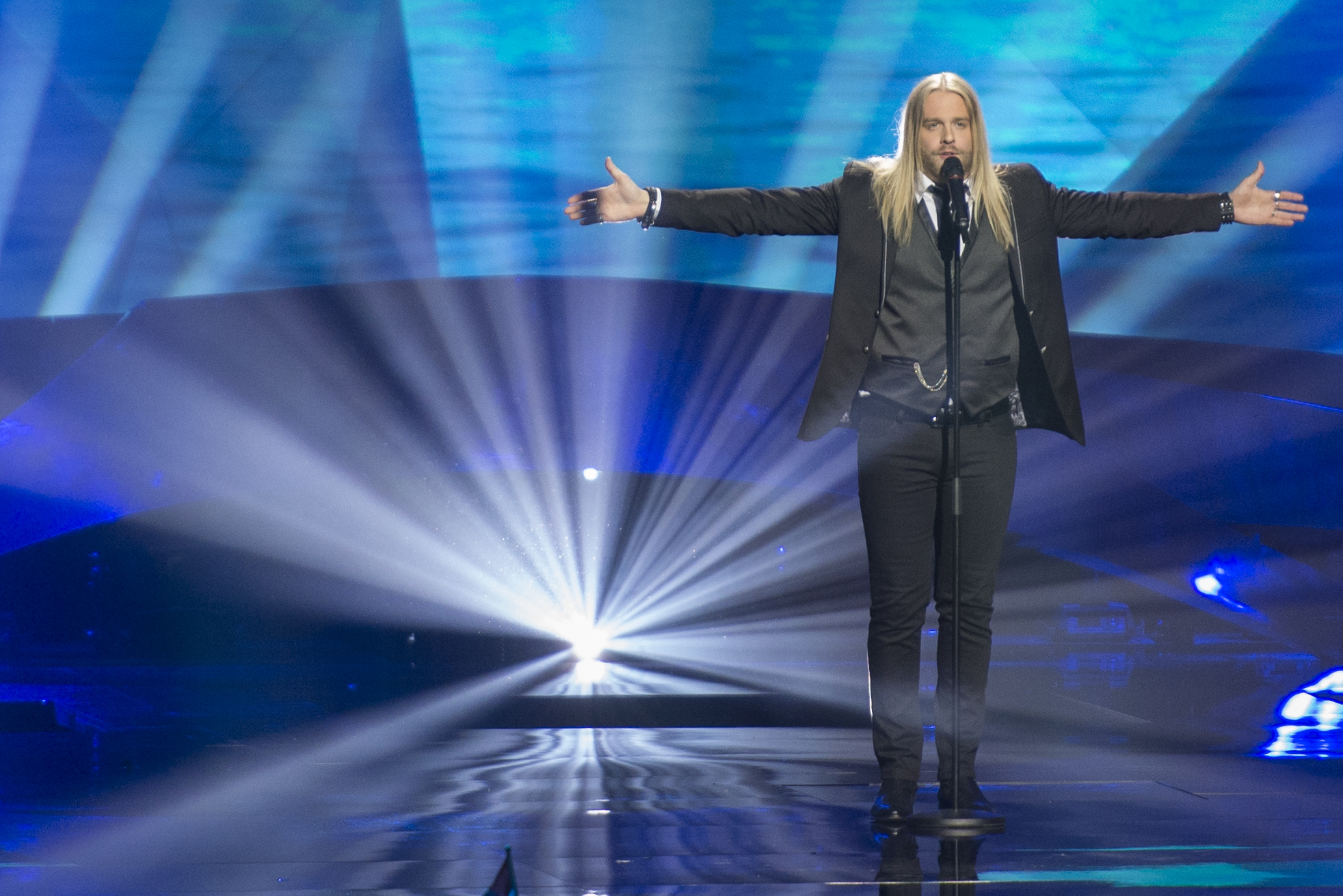
Gunnlaugsson podczas prób do występu w 58. Konkursie Piosenki Eurowizji w 2013 roku

Eyþór Ingi Gunnlaugsson (ur. 29 maja 1989 roku w Dalvíku) – islandzki piosenkarz, reprezentant Islandii w 58. Konkursie Piosenki Eurowizji w 2013 roku.

## Życiorys
W dzieciństwie śpiewał utwory Elvisa Presleya. W wieku 15 lat zagrał w islandzkiej wersji musicalu Oliver!, natomiast w 2008 wygrał telewizyjny talent show Bandið hans Bubba, do którego zakwalifikował się po wygraniu Konkursu Piosenki Licealnej wiosną 2007, w którym zaśpiewał utwór „Perfect Strangers” z repertuaru Deep Purple.
Jest założycielem zespołu Eldberg. W 2010 roku dołączył do reaktywowanego zespołu Todmobile, z którym wydał płytę zatytułowaną 7. W 2011 roku został nominowany do Gríman Theatrical Awards za rolę Riff Raffa w The Rocky Horror Picture Show, a rok później występował w musicalu Les Misérables. 
W lutym 2013 wraz z zespołem Atómskáldin wydał płytę zatytułowaną Eyþór Ingi og Atómskáldin. W marcu wygrał finał krajowych eliminacji eurowizyjnych Söngvakeppnin z utworem „Ég á Líf”, dzięki czemu reprezentował Islandię podczas 58. Konkursie Piosenki Eurowizji. Konkursowa piosenka była pierwszym eurowizyjnym utworem od 1997 w języku islandzkim. Niedługo po finale selekcji numer zajął 1. miejsce na krajowej liście przebojów. 18 maja wystąpił jako ósmy w kolejności w drugim półfinale Konkursu Piosenki Eurowizji organizowanym w Malmö i z szóstego miejsca zakwalifikował się do finału, w którym wystąpił jako 19. w kolejności i uplasował się na 17. pozycji z 47 punktami na koncie.
Po finale widowiska utwór dotarł do 75. miejsca na liście przebojów w Niemczech, do 46. w Szwajcarii i 84. w Holandii. 
W 2014 został członkiem obsady dubbingującej islandzką wersję filmu Jak wytresować smoka 2.

## Muzyka
Jest fanem Deep Purple. Jego inspiracjami muzycznymi są Jeff Buckley, The Beatles, Led Zeppelin i David Bowie.

## Życie prywatne
Gunnlaugsson jest dyslektykiem oraz ma ADHD. Jest synem rybaka Gunnlaugura Antonssona i Guðbjörg Stefánsdóttir. Ma dwie młodsze siostry – Ellen Ýr i Elísę Rún. Jego dziadkowie, Anton Gunnlaugsson i Stefán Friðgeirsson, również byli muzykami.
W 2008 roku poznał Soffíę Ósk Guðmundsdóttir, z którą w lipcu 2013 wziął ślub. Para doczekała się córki Elvy Marín, wychowuje też dwie córki Guðmundsdóttir z poprzedniego związku – Katrínę i Kristínę Emmę.

## Dyskografia

### Albumy studyjne
- Eyþór Ingi og Atómskáldin (2013)

### Minipłyty (EP)
- Ég á líf: The Malmö Album (2013)

### Single
- 2008 – „Hjartað þitt”
- 2011 – „Þá kem ég heim”
- 2011 – „Desemberljóð”
- 2013 – „Ég á líf”
- 2013 – „Hárin rísa”
- 2013 – „Systir”